# Сингх, Харвиндер
Харвиндер Сингх (хинди हरविंदर सिंह; род. 25 февраля 1991, Кайтхал, Харьяна) — индийский лучник-паралимпиец, чемпион Паралимпийских игр 2024 года, бронзовый призёр Паралимпийских игр 2020 года в личных соревнованиях в стрельбе из классического лука в открытой категории, чемпион Паралимпийских Азиатских игр 2018 года.

## Биография
Харвиндер Сингх родился 25 февраля 1991 года в Кайтале. В возрасте 18 месяцев заболел лихорадкой денге, лечение не дало эффекта и он лишился части конечности.
Стрельбой из лука стал заниматься в 2012 году во время обучения в университете. В том же году прошли Игры в Лондоне, где стрельба из лука произвела на него впечатление.
Закончил Пенджабский университет в Патиале, где изучал экономику.

## Карьера
Его личным тренером является Гаурав Шарма.
В 2017 году на паралимпийском чемпионате мира в Пекине Харвиндер Сингх занял девятое место в командных соревнованиях и седьмое в личных.
На Азиатских паралимпийских играх 2018 года в Джакарте Сингх завоевал золотую медаль в индивидуальных соревнованиях в открытом классе. На тех же Играх он стал восьмым в командном турнире. Победу он посвятил покойной матери, которая умерла за 20 дней до начала турнира.
В 2019 году он принял участие на паралимпийском чемпионате мира в Хертогенбосе, где дошёл в индивидуальных соревнованиях до 1/8 финала.
В 2021 году принял участие на Паралимпийских играх в Токио. В первом матче он победил в перестрелке итальянца Стефано Травизани (10:7), и затем также в решающем выстреле россиянина Бато Цыдендоржиева (8:7). В четвертьфинале со счётом 6:2 индиец победил немца Майка Шаршевского, а затем проиграл Кевину Матеру из США (4:6). В матче за третье место, исход которого решался в финальной перестрелке, оказался точнее корейца Ким Мин Су (10:8) и стал бронзовым призёром.
На Паралимпийских играх-2024 в Париже стал чемпионом в индивидуальном турнире. В квалификации был только девятым (637 очков), но в плей-офф не потерпел ни одного поражения и, выиграв в финале у поляка Лукаша Цишека, завоевал «золото» Паралимпиады-2024. В смешанном командном турнире вместе с Пооджей дошли до полуфинала, но потерпели там поражение от итальянцев Элизабетты Мийно и Стефано Травизани, затем проиграли в матче за третье место словенцам Живе Лавринц и Деяну Фабчичу.